# مظفر اقبال
مظفّر اقبال (متولد ۳ دسامبر ۱۹۵۴ در لاهور، پنجاب، پاکستان) یک اندیشمند اسلامی و نویسندهٔ پاکستانی-کانادایی است. اقبال دکترای خود را (۱۹۸۳) در رشتهٔ شیمی از دانشگاه ساسکاچوان دریافت کرد و سپس حوزهٔ علوم تجربی را رها کرده و مطالعات خود را کاملاً به زمینه‌های: ادبیات، تاریخ، فلسفه، سنّت‌های فکری و معنوی اسلامی اختصاص داد. او زمانی که بین سالهای ۱۹۸۴ و ۱۹۹۰ در دانشگاه ویسکانسین-مدیسون (۱۹۸۴–۸۵) به تدریس زبان اردو اشتغال داشت، دو رمان تحسین شده به زبان اردو نوشت. در میانهٔ سال‌های ۱۹۸۰ و ۱۹۹۰ او تعدادی از شعرهای شعرای آمریکای لاتین را ترجمه کرد و مجموعهٔ مقالاتی ادبی دربارهٔ نویسندگان آمریکای جنوبی نوشت. او همچنین در زمینهٔ «نظریه ادبی» آثاری منتشر ساخته‌است.
از سال ۱۹۹۰ «اسلام و مدرنیته» به مرکز توجه اقبال تبدیل شده‌است و او بیش از ۱۰۰ مقاله دربارهٔ جنبه‌های مختلف برخورد جهان اسلام با مدرنیته منتشر کرده‌است. او برای بیش از یک دهه ستون‌نویس منظم بزرگترین روزنامهٔ انگلیسی پاکستان بوده‌است. ستون او در این روزنامه تحت عنوان «یادداشت‌های کوانتومی» انتشار می‌یافت و در قالب دو مجموعهٔ «شبنم روی رزهای آفتاب سوخته» و «مصاف سرنوشت‌ساز: اسلام، مسلمانان و غرب» منتشر شده‌است.

## پیشینهٔ کاری
اقبال مؤسس مرکز علوم اسلامی در آلبرتای کاناداست (هنگام تأسیس در سال ۲۰۰۰، مرکز اسلام و علم نام داشت). او تا کنون بیست و سه کتاب نوشته‌است. اقبال سردبیر یک نشریهٔ در باب علم و تمدن از دیدگاه اسلام و علوم اسلامی است. تازه‌ترین پروژهٔ او انتشار اولین دانشنامه قرآن توسط مسلمانان است (دانشنامهٔ یکپارچهٔ قرآن) (IEQ).
اقبال آثاری در باب اسلام، تصوف، مسلمانان و ارتباط آن‌ها با مدرنیته منتشر کرده‌است.
اقبال در سال ۲۰۰۳ در برنامهٔ «از متخصصان بپرس» شبکهٔ پی‌بی‌اس (یکی از بزرگترین شبکه‌های رادیویی و تلویزیونی آمریکایی)  حضور یافته و در باب علم و اسلام به بحث پرداخت.
در مقاله‌ای دربارهٔ علوم اسلامی، نیویورک تایمز به نقل از اقبال به عنوان یک شیمیدان و بنیانگذار مرکز اسلام و علم آورده‌است که علم مدرن هیچ سخن راهگشایی دربارهٔ هدف زندگی ندارد، در حالی که علم در جهان اسلام از هدف جدایی‌ناپذیر بود.
اقبال یکی از کارشناسان مدعو گروه فیزیک و کیهان‌شناسی مرکز الهیات و علوم طبیعی بوده‌است که در کنار دانشمندانی از جمله آندری لیندا از دانشگاه استنفورد، جان پولکینگورن از دانشگاه کمبریج، پائول دیویس از دانشگاه مک کواری و چارلز تاونز از دانشگاه کالیفرنیا، برکلی در آن حضور یافته‌است. این گروه در بازهٔ سال‌های ۱۹۹۶ تا ۲۰۰۳ گفتگوهای عمومی فشرده و سنگینی در باب علم و معنویت داشت.

## واکنش‌ها
رکسانه دی. مارکوت، در نقد کتاب «اسلام و علم» که در سال ۲۰۰۲ منتشر شده، نوشته‌است که این کتاب «مقدمهٔ تاریخی شیوا و موجزی از تحولات فکری ارائه می‌دهد که هر دو بُعد دینی و علمی تمدن اسلامی را شکل داده‌اند.»
یکی دیگر از نقدهایی که در باب کتاب «اسلام و علم» اقبال منتشر شد را محمد سهیل عمر نگاشته‌است. نقد او، پس از توصیف مفصل محتوای کتاب، و موافقت با اقبال در خصوص اینکه درک غربی از علم از فرانسیس بیکن به بعد نسبت به علم اسلامی گستاخ بوده‌است، نتیجه گرفته که این کتاب یک اثر مهیّج و بهبودبخش است که بسیاری از آشفتگی‌های پیرامون گفتمان اسلام و علم را اصلاح می‌کند.
اما امیرمحمد گمینی، استادیار پژوهشکدهٔ تاریخ علم دانشگاه تهران، در نقد کتاب شکل‌گیری علم اسلامی، که برندهٔ نقد کتاب برگزیدهٔ سال 1397 شد، می‌نویسد: بر خلاف عقیدهٔ اقبال دانشمندان اسلامی متون دینی را به عنوان منبع علوم طبیعی استفاده نمی‌کردند. اقبال به هیچ وجه نتوانسته نشان دهد دقیقاً در کدام یک از آثار علمی تمدن اسلامی استفاده‌ای به غیر از کسب انگیزه از متون دینی شده است. اقبال در این کتاب نه تنها از اثبات ادعای خود عاجز است بلکه حتی نمی‌تواند در آن حرف نو یا پژوهشی جدید عرضه کند. تمام مطالب این کتاب برگرفته از پژوهش‌های دیگران است و هیچ نکتهٔ نوینی در آن پیدا نمی‌شود. نقش اسلام در علوم طبیعی آن دوره چیزی بیش از «انگیزه بخشی» نبوده است و برخلاف اقبال نمی‌توان از این موضوع نتیجه گرفت که «عاملی که این علم را اسلامی کرد، پیوندهای جدایی ناپذیر آن با جهانبینی اسلامی و مفهوم خاص طبیعت بود که قرآن فراهم آورده بود.» ما در هیچ کجای این کتاب نمی‌فهمیم منظور نویسنده دقیقاً از این «مفهوم خاص طبیعت در قرآن» چیست! نویسنده در هیچ کجای کتابش نشان نمی‌دهد که دقیقاً در کدام یک از آثار علمی اسلامی می‌توان نشانه‌ای از این «پیوندهای جدایی ناپذیر» یافت.
گمینی دربارهٔ آثار دیگر اقبال می‌نویسد: مظفر اقبال یک مهندس شیمی است که هیچ مقالهٔ پژوهشی در زمینهٔ تاریخِ نجوم، ریاضیات، پزشکی و فیزیک در تمدن اسلامی در مجلات معتبر این رشته ندارد. اما حدود 20 کتاب دربارهٔ اسلام نوشته که چند تایش دربارهٔ علوم تمدن اسلامی است. وی بارها به ایران سفر و سخنرانی کرده است و متأسفانه از ترجمهٔ فارسی بعضی کتاب هایش در ایران استقبال شده است.

## کتاب‌های اقبال
اقبال بیست و سه کتاب را نوشته، ویراستاری و ترجمه کرده‌است. یک لیست کامل از آثار وی در آدرس ذیل در دسترس است: مظفر اقبال (انتشارات)